# Tamar Kaprelian
Tamar Kaprelian é uma cantora armeno-americana. Ela é mais conhecida por seu single "New Day" e pela conquista do concurso de versões da canção "Apologize" de OneRepublic em março de 2008.

## Vida antes da fama
Kaprelian nasceu em Scottsdale, Arizona, filha de pais armênios, mas ela cresceu na Geórgia e na Califórnia.
Seu interesse pela música começou quando ela descobriu os trabalhos de Billy Joel e Paul McCartney, embora ela também cite o filme de músicas clássicas da Disney como uma de suas primeiras influências.

## Carreira
Kaprelian ganhou o concurso de versões da canção "Apologize" da banda OneRepublic em março de 2008, e como recompensa, Ryan Tedder ajudou a trazê-la ao conhecimento da Interscope Records, que assinou com ela pouco depois. Wax Ltd produziu a canção "New Day", que passou a ser seu primeiro single, e espera lançar seu primeiro álbum, Sinner or a Saint na Interscope Records no final de 2010.

## Discografia

### Álbuns
- 2010: Sinner or a Saint

### Singles
- 2010: "New Day"